# Soľník
Soľník es un municipio del distrito de Stropkov en la región de Prešov, Eslovaquia, con una población estimada a final del año 2024 de 33 habitantes.
Se encuentra ubicado al noreste de la región, cerca del río Ondava (cuenca hidrográfica del río Tisza) y de la frontera con  Polonia.

## Demografía
| Año        | 1994 | 2004     | 2014     | 2024 |
| ---------- | ---- | -------- | -------- | ---- |
| Población  | 71   | 43       | 33       | 33   |
| Diferencia |      | −39,43 % | −23,25 % | +0 % |

| Año        | 2023 | 2024 |
| ---------- | ---- | ---- |
| Población  | 33   | 33   |
| Diferencia |      | +0 % |